# Yasjön (Breareds socken, Halland, 630165-133827)
Yasjön är en sjö i Halmstads kommun i Halland och ingår i Fylleåns huvudavrinningsområde. Sjön är 2,5 meter djup, har en yta på 0,413 kvadratkilometer och befinner sig 170 meter över havet. Sjön avvattnas av vattendraget Skifteboån. Vid provfiske har abborre, gädda och regnbåge fångats i sjön.

## Delavrinningsområde
Yasjön ingår i det delavrinningsområde (630306-133929) som SMHI kallar för Utloppet av Skavsjön. Medelhöjden är 167 meter över havet och ytan är 20,26 kvadratkilometer. Det finns inga avrinningsområden uppströms utan avrinningsområdet är högsta punkten. Skifteboån som avvattnar avrinningsområdet har biflödesordning 2, vilket innebär att vattnet flödar genom totalt 2 vattendrag innan det når havet efter 40 kilometer. Avrinningsområdet består mestadels av skog (62 %) och sankmarker (23 %). Avrinningsområdet har 1,22 kvadratkilometer vattenytor vilket ger det en sjöprocent på 6 %.